# Har Sar Šalom
Har Sar Šalom (hebrejsky: הר שר-שלום) je hora o nadmořské výšce 616 metrů v severním Izraeli, v Horní Galileji.
Má podobu zalesněného návrší, situovaného cca 2,5 kilometru jihozápadně od vesnice Even Menachem, které se zvedá z podlouhlého zlomu, jenž sleduje severní stranu vádí Nachal Šarach. Výškový rozdíl mezi dnem údolí a těmito útesy přesahuje 150 metrů. V těchto místech vádí vstupuje do údolí, které je již sevřeno podobnými strmými svahy i na protější straně (Har ha-Glili). Dál k severovýchodu, proti proudu vádí, pokračuje tento terénní zlom sérií dalších dílčích vrcholků Har Avi'ad a Har Conam.